# Pomocný a záchranný výbor

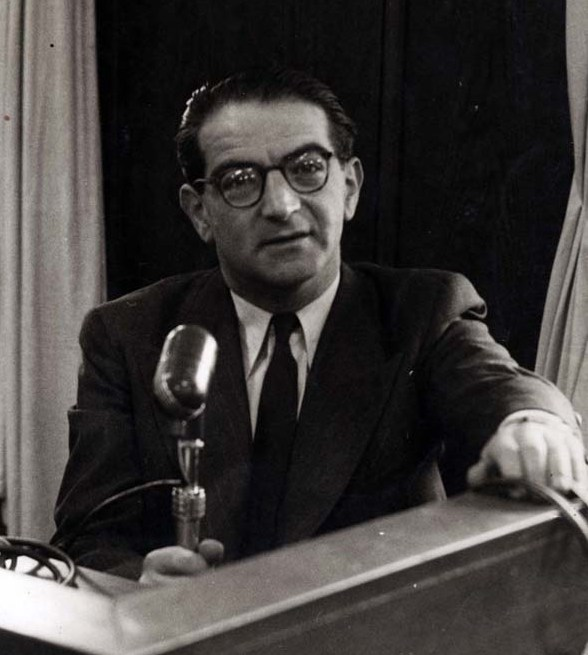
Rudolf Kastner v 50. letech v Izraeli

Pomocný a záchranný výbor (hebrejsky: ועדת העזרה וההצלה בבודפשט, Va'adat ha-ezra ve-ha-hacala be-Budapešt, zkráceně jen Va'ada) byl malý sionistický výbor existující v letech 1944 až 1945 v Budapešti, který pomáhal maďarským Židům uniknout holocaustu během německé okupace Maďarska.
Hlavními osobnostmi Va'ady byli prezident výboru dr. Ottó Komoly, výkonný viceprezident a de facto vůdce výboru Rudolf Kastner, pokladník Samuel Springmann, a Joel Brand, zodpovědný za podzemní záchranu Židů. Dalšími členy byla Hansi Brandová (manželka Jo'ela Branda), Moše Krausz a Eugen Frankl (oba ortodoxní židé) a Ernst Szilagyi z levicového hnutí ha-Šomer ha-ca'ir.